# La rodilla de Clara
La rodilla de Clara (en francés, Le Genou de Claire) es una película francesa dirigida por Éric Rohmer. Estrenada en 1970 e interpretada en sus papeles principales por Jean-Claude Brialy, Aurora Cornu y Béatrice Romand, destaca por estar incluida en el ciclo denominado Seis cuentos morales (Six contes moraux) del realizador.
Obtuvo 4 nominaciones, incluyendo el de mejor película extranjera en los Premios Globo de Oro, y 6 galardones entre los que destacan el Premio Louis Delluc y el de mejor película en el Festival de San Sebastián.

## Argumento
A punto de casarse Jérôme se va de vacaciones cerca del lago Annecy para vender una propiedad familiar. Allí se reencontrará con Aurora, una amiga escritora, que está veraneando por la zona. Esta se aloja en casa de Madame Walter, una mujer viuda que vive con su hija adolescente Laura, que pronto se siente atraída por Jérôme. La llegada de Claire, hija del primer matrimonio de Madame Walter, con su novio Gilles perturbará a Jérôme, que se sentirá fascinado por la rodilla de la chica.

## Reparto
- Jean-Claude Brialy - Jérôme
- Aurora Cornu - Aurora
- Béatrice Romand - Laura
- Laurence de Monaghan - Claire
- Michèle Montel - Madame Walter
- Gérard Falconetti - Gilles
- Fabrice Luchini - Vincent
- Sandro Franchina - El italiano del baile

## Producción
El proyecto de Le Genou de Claire proviene de una versión literaria publicada el 1951 en Cahiers du Cinema con el título La Roseraie, escrita por Rohmer en colaboración con Paul Gégauff. La fotografía del film estuvo a cargo de Néstor Almendros, quien explicó en su libro autobiográfico Un homme à la caméra, como a pesar de la belleza de los paisajes alrededor del lago de Annecy, donde se desarrolla la película, el director tenía que evitar la abundancia de las imágenes parecidas a postales y de esta forma dejó en segundo plano los paisajes para primar los personajes. Quiso que la imagen tuviese un estilo Gauguin, sin perspectivas, colores puros y uniformes, adecuándolos también al vestuario. El rodaje se hizo cronológicamente hecho que permitió a los intérpretes coger el ritmo de sus personajes en el tiempo.

### Seis cuentos morales
Después del fracaso comercial que supuso Le Signe du Lion (1962) el realizador se planteó realizar un ciclo de películas que le permitiera seguir rodando con libertad y buscando una continuidad en la producción. El esquema básico argumental en esta serie tiene un patrón común: narrador comprometido con una mujer, este encuentra o se siente atraído por otra mujer y vuelve finalmente con la primera. El origen de los Cuentos morales la encontramos en una serie de relatos que Éric Rohmer escribió a finales de los años cuarenta y que darán lugar en el ciclo compuesto por dos cortos iniciales y cuatro largometrajes que se rodarán entre los años 1962 y 1972. Le Genou de Claire fue el quinto film de la serie, que se cierra con L'Amour, l'après-midi.